# 汪時璟
汪 時璟（おう じけい、1887年〈光緒13年〉 - 1952年8月12日）は、中華民国の政治家・銀行家。字は翊唐。中華民国臨時政府、南京国民政府（汪兆銘政権）華北政務委員会において、財政関連の要職についた。

## 事績

### 北京政府時代の活動
日本に留学し、陸軍経理学校に入学した。帰国後の1922年（民国11年）6月24日、汪時璟は陸軍二等軍需正の位階を授与される。翌1923年（民国12年）11月29日からは北京政府財政部総長・王克敏の下で財政部秘書に任命され、他に被服廠廠長も兼任した。1924年（民国13年）6月12日、陸軍一等軍需正を授与される。
同年11月21日、前月の北京政変（首都革命）で王克敏が失脚したことに伴い、汪時璟も財政部秘書を辞職した。翌1925年（民国14年）8月7日、陸軍軍需監を授与されている。1927年（民国16年）7月、武漢市政委員会委員兼中国銀行漢口分行副経理となる。さらに、中国銀行瀋陽分行経理にも就任した

### 親日政権時代の活動
王克敏らが中華民国臨時政府を樹立すると、汪時璟もこれに参加した。1938年（民国27年）1月1日、汪は行政部財政局長（行政部長：王克敏）に任命される。2月11日、中国聯合準備銀行（聯銀）初代総裁に就任し、3月25日に行政部財政局長の兼務を解除した。3月26日には日華経済協議会委員も兼ねる。同年9月18日、臨時政府の行政改革が実施されたことに伴い、新設の財政部総長（特任官）を兼任した。同月30日、臨時政府委員（議政委員会委員。特任官）も兼任している。
1940年（民国29年）3月30日、南京国民政府（汪兆銘政権）に臨時政府が合流し、華北政務委員会に改組される。同日、汪時璟は同委員会常務委員兼財務総署督弁に特派された。翌1941年（民国30年）8月13日に華北河渠委員会委員を兼任する。
1943年（民国32年）1月20日、汪時璟は南京国民政府の全国経済委員会委員に特派された。同年11月11日、華北政務委員会の機構改革に伴い、汪時璟は委員会常務委員兼経済総署督弁に特派（改任）されている。1944年（民国33年）9月、汪時璟は華北政務委員会の代表として日本を訪問し、入院中の汪兆銘を見舞った。また、日本銀行総裁の渋沢敬三との間で3億円の借款協定に調印している。

### 最期
日本敗北後の1945年（民国34年）12月5日、汪時璟は国民政府に北平で漢奸として逮捕され、南京で収監された。翌1946年（民国35年）10月15日、首都高等法院で無期懲役を言い渡される。1949年（民国37年）1月、上海市の監獄へ移送され、中華人民共和国成立後も引き続き同地で収監されている。1952年8月12日、そのまま獄中で病没した。享年66。

### 人物像
聯銀顧問に就くことになる阪谷希一は、聯銀総裁として曹汝霖を当初希望していたが、説得は実らず曹に辞退（拒絶）されている。また、阪谷と親しい長野勲（満鉄副参事・天津事務所勤務）から、汪時璟は「華北の金融界を知らず」、「華北金融界をリードして行くには資望も足りない」と低く評価されていた。結局、汪を後押ししていた関東軍など日本の軍部に説得される形で、阪谷は汪の総裁就任を認めたという。
聯銀創設後の某日、王克敏が自邸で曹汝霖と閑談していたところにやってきた汪時璟は、聯銀券（紙幣）の発行額が2億元に達したことを得意気に報告した。すると王は激怒し、「君は論功行賞でも求めに来たのか、こんな濫発紙幣は、一枚でも発行を少なくすれば、一枚だけ人民の受ける痛苦は少ないのだ」「今何とかして発行準備金を増加する方法を講じている」等と言い放ったため、汪は悄然と立ち去ったという。